# Gotische oorlog in Spanje (416-418)
De Gotische oorlog in Spanje was een militaire operatie van de Visigoten in opdracht van het West-Romeinse rijk. Deze operatie bestond uit meerdere campagnes die plaatsvonden tussen 416 en 418 en waren gericht tegen de Vandalen en de Alanen om de Romeinse macht in de Spaanse provincies Betica, Lusitania en Cartaginense te herstellen. Voor zover bekend was het Romeinse veldleger niet bij de gevechten betrokken, er vochten uitsluitend foederati-eenheden mee aan de zijde van de Romeinen. De Asdingen in Gallaecia speelden volgens historicus Thompson een dubieuze rol in deze oorlog.

## Achtergrond

### De barbaarse invasie
Op 31 december 405/406 brak een coalitie van barbaarse volkeren (Alanen, Vandaalse Asdingen, Vandaalse Silingen en Sueven) door de Romeinse grensverdediging aan de Rijn en vielen Gallië binnen, een gebeurtenis die bekendstaat als de Rijnoversteek. In hun kielzog ontstond een spoor van vernielingen. Kort daarop stak het rebellerende Britse leger onder aanvoering van Constantijn III het Kanaal over. Met een mengeling van gevechten en diplomatie stabiliseerde de Britse usurpator de situatie en vestigde hij de controle over Gallië en Hispania (het moderne Spanje en Portugal). Daarbij had hij weinig te duchten van het keizerlijke veldleger dat grotendeels onttrokken was vanwege de oorlog van Radagaisus.
Constantijn wist met de Alanen en Vandalen tot overeenstemming te komen, hetgeen hem in staat stelde om zijn gezag te vestigen, terwijl de Alanen en Vandalen op hun beurt eigen belangen konden veilig stellen. Een deel van de Alanen, dat onder leiding stond van koning Goar, wist hij over te halen aan zijn zijde mee te vechten.Uit die barbaren creëerde Constantijn een regiment genaamd de "Honorians", die hij als taak meegaf om de passen in de Pyreneeën te bewaken.In 409 kwam Constantijns' generaal Gerontius in Spanje tegen hem in opstand en werden de Alaanse regimenten onttrokken aan de Pyreneeën, waardoor de Alanen en Vandalen zonder problemen het Iberische schiereiland binnen konden komen.

### De aankomst van de barbaren in Spanje
In oktober 409 arriveerden de Vandaalse, Alaanse en Suevische stammen in Spanje, waar ze aan het plunderen sloegen. De Romeinen konden hier weinig tegenover stellen. De meeste legereenheden van Constantijn bevonden zich namelijk in de provincie Tarragona waar ze ingezet werden in de oorlog tegen de opstandige generaal Gerontius.
De Spaans-Romeinen lijken, net als hun medeburgers in Gallië, geen moeite te hebben gedaan om met de indringers de strijd aan te gaan; ze sloten zich eerder op in de versterkte steden, dorpen en castra in de hoop dat de Alanen en de Vandalen verder zouden trekken. De indringers die nomaden waren, op hun buurt lijken geen pogingen te hebben ondernomen om de versterkte plaatsen in te nemen. De inwoners, hoewel ze zich slechts met enig risico op het platteland konden wagen, vonden de velden ontdaan van voedsel. In sommige gebieden ontstond hongersnood, tijdgenoten berichten dat het niet ongebruikelijk was dat een moeder haar eigen kinderen opat.

### De verdeling van Spanje
In 411 verliet Gerontius met meeneming van zijn gehele krijgsmacht Spanje om tegen Constantijn te vechten. De nieuwkomers vulden dit machtsvacuüm op en besloten het land in bezit te nemen en onder elkaar te verdelen. De Alanen waren de belangrijkste groep en eigenden zich de provincies Lusitaniaen Tarraconenses toe, de Vandaalse Silingen kregen Baetica, terwijl de Asdingen en de Sueven de kleinste provincie Gallaecia onderling verdeelden.
Met de Spaans-Romeinse landeigenaren sloten ze een regeling voor de verdeling van het land dat gebaseerd was op basis van gastvrijheid, d.w.z. de Alanen en andere indringers werden de gasten van de Romeinse landeigenaren en ontvingen een aanzienlijk deel van de inkomsten uit hun landgoederen. In ruil voor dit inkomen "beschermden" de gasten hun gastheren tegen overvallers en plunderaars. Ook stichtten ze eigen nederzettingen. Deze regelingen lijken Spanje tijdelijk vrede te hebben gebracht.
Het keizerlijke leger van Honorius bevond zich op afstand in ItaIië, waar het na de oorlog tegen Radegasius gebonden was om de Visigoten in bedwang te houden. Na de val van Rome in 410 bevonden deze zich in het zuiden en waren nu op weg naar het noorden. Bovendien diende het leger de Italiaanse prefectuur te beschermen tegen de usurpators Constantijn III, Jovinus en Heraclianus. Pas nadat Constantius III, de opperbevelhebber van Honorius’ leger deze bedreigingen had geneutraliseerd en vrede gesloten met de Visigoten in 415, verzamelden de Romeinen de troepen die ze konden missen om ingezet te worden de indringers.  De capaciteit hiervoor bleef echter beperkt, aangezien de voortdurende oorlogen het Romeinse leger sinds 395 hadden gehalveerd. 

### Het bondgenootschap met de Visigoten
Het West-Romeinse rijk was sinds 410 in staat van oorlog met de Visigoten, zij het dat er ook perioden waren van samenwerking. Het beschikte simpelweg over te weinig manschappen om de Visigoten te verslaan, maar daarentegen waren de Visigotische soldaten ook onmisbaar in de verdediging van het rijk tegen haar vijanden.
In 414 trouwde Athaulf, koning van de Visigoten met Galla Placidia, de dochter van keizer Theodosius (379-395). Na de voltrekking van dit huwelijk raakten de relaties met de Romeinen wederom verstoord door toedoen van Honorius' generaal Constantius (die later keizer Constantius III zou worden), en die ertoe over was gegaan om de mediterrane havens van Gallië te blokkeren. In reactie hierop riep Athaulf Priscus Attalus uit als keizer in Bordeaux in 414. Maar Constantius' zeeblokkade was succesvol en in 415 wisselde Athaulf Zuid-Frankrijk in voor Noord-Spanje. Attalus vluchtte, viel in handen van Constantius en werd verbannen naar het eiland Lipari.
Ataulf trok de Pyreneeën over en installeerde zijn hof in Barcino (het huidige Barcelona) in de Tarraconence. Desalniettemin verliep de komst naar Spanje vreedzaam, Athaulf ontmoette geen tegenstand. Niet bevestigd door bronnenmateriaal lijkt het erop, dat Athaulf en Constantius tot overeenstemming kwamen. De vreedzame binnenkomst in Barcelona, evenals de arrestatie van Attalus lijken een weerspiegeling hiervan, kennelijk gestoeld op de wens van de Visigoten op vreedzame co-existentie met de Romeinen en die van het Romeinse rijk om de mankracht van Goten te gebruiken om de andere stammen te bestrijden die jaren eerder naar het binnenland van Spanje waren gemigreerd.

## De oorlog in Spanje
Na Spanje onderling verdeeld te hebben, hoopten de Alanen en Vandalen van de Romeinen de status van foederati te ontvangen en richten zij een verzoek tot keizer Honorius. In ruil voor vrede boden zij aan als bondgenoten voor het rijk te vechten, en om hun goede wil te tonen waren zij bereid gijzelaars te geven. Op aanraden van zijn belangrijkste adviseur, de opperbevelhebber van het leger Constantius, wees de keizer echter dit verzoek af, met uitzondering voor de Asdingen. Honorius koos voor onderwerping van de barbaren in Spanje, door verdeel en heers toe te passen, wilde hij hun verzwakken. Om dit plan te verwezenlijken waren de Visigoten, met wie hij onlangs een nieuw vredesverdrag had gesloten, zijn belangrijkste troefkaart.

### De positie van de Asdingen in de oorlog
In Spanje waren de Alanen verdeeld in twee hoofdgroepen: er was een groep onder leiding van Respendial in Cartaginensis gevestigd en een groep onder het leiding van Attaces in Lusitania. Ook de Vandalen waren in twee groepen verdeeld; in Silingen en Asdingen, zij het met dit verschil dat deze al veel langer (vanaf de 2e eeuw) als aparte stamverbanden bekend waren. De Silingen bevonden zich in de zuidelijke provincie Baetica en de Asdingen in het noordelijke Gallaecia.
In Honorius' aanvalsplan om het Romeins gezag in de Spaanse provincies te herstellen kregen de Asdingen een bijzondere taak te vervullen. De herovering van de provincie Cartaginensis droeg hij niet op de Visigoten maar gaf hiertoe opdracht aan de Asdingen. Nog voordat de Visigoten in actie kwamen trokken de Asdingen onder aanvoering van koning Gunderik op tegen de Alanen van Respendial en versloegen deze in een veldslag die vermoedelijk plaatsvond in de buurt van de steden Toletum en Consabru. De overwonnenen dienden zich onder Gunderiks gezag te plaatsen en Cartaginensis te verlaten.

### De veldtocht van de Visigoten
Halverwege het jaar 416 verliet het Visigotische leger Barcino (Barcelona) en begon haar campagne tegen de Silingen. Tegen dit volk koesterden zij een bijzondere wrok, omdat de Silingen geprofiteerd hadden van het voedseltekort bij de Visigoten in de voorgaande jaren en hun tarwe tegen exorbitante prijzen hadden verkocht.  Het is onbekend hoe groot het leger van de Visigoten was, maar het zal vermoedelijk rond de 10.000 hebben gelegen. Behoudens Wallia zijn er geen namen overgeleverd van de Romeinse bevelvoering, dit zou er op kunnen wijzen dat Wallia zelf het opperbevel voerde. De veldtocht voerde hen langs de kust richting de provincie Baetica, die de Silingen zich toegeëigend hadden. In de bronnen staat niet vermeld op welke wijze de tocht verliep, men vermoedt dat de Visigoten over zee werden vervoerd in schepen van de keizerlijke marine.
In het zuiden van Baetica gingen de Visigoten aan wal en spoedig vielen ze de Silingen aan. Na een reeks korte gevechten die meestal onbeslist eindigden slaagde Wallia erin hun koning Fredbal door middel van een list gevangen te nemen. Een beslissende strijd tussen de twee legers vond plaats in de buurt van westelijk Calpe (Carteia) waar de Visigoten de Silingen een vernietigende nederlaag toebrachten. Heel 417 joegen de overwinnaars op de Silingen die met hun families naar het noorden vluchten, waar zij een toevlucht zochten bij de Asdingen.
Het volgende doelwit van de Visigoten waren de Alanen van Attaces. De Visigoten rukten op naar het noorden en trokken hun territorium binnen. Bij Mérida de hoofdstad van Lusitania werden ze opgewacht door het Alaanse leger met koning Attacus aan het hoofd. In de veldslag die in de buurt van de stad plaatsvond werd het Alanenleger verslagen en sneuvelde hun koning tijdens het gevecht. Net zoals de andere groep Alanen en de Silingen hadden gedaan, kozen de overlevenden ervoor te vluchtten naar het grondgebied van Asdingen om zich bij hen te voegen, en zonder een nieuwe leider te benoemen. 

### Einde van de oorlog

Restauratie van het West-Romeinse Rijk in 418 na de oorlog van Visigoten tegen de barbaren in Spanje.

De Goten stopten pas met vechten toen zij daartoe opdracht kregen van Constantius. Zijn redenen hiervoor hebben tot veel speculatie geleid. De meeste van deze speculaties hebben geprobeerd de actie van Constantius te verklaren door te verwijzen naar de stand van zaken in Gallië. Bovendien overheerst bij veel historici de overtuiging dat de keizerlijke autoriteiten kennelijk geen bezwaar hadden tegen de aanwezigheid van de barbaren zolang de Romeinse bestuursstructuur maar in stand bleef, en aan dit laatste was inmiddels voldaan. De Goten hadden Baetica en Lusitania ontdaan van hun Vandaalse en Alaanse bewoners.
Nu het doel van de oorlog was bereikt, beval Constantius na de nederlaag van de Alanen in 418 de Goten om de campagne te stoppen en naar Gallië te gaan waar ze een vestigingsgebied kregen in de provincie Aquitania. Dit betekende dat er geen oorlog werd gevoerd tegen tegen de barbaren die zich in Gallaecia verbleven. Het rijk continueerde haar alliantieovereenkomst met de Asdingen, terwijl de Sueven ten slotte ook met rust gelaten werden.
Toen de "vijanden" waren onderworpen, domineerde Guntharik alle overgebleven Vandalen en Alanen in Spanje.
Met deze uitkomst van de oorlog, was de Romeinse keizer Honorius er in geslaagd om zijn in 407 afhandig gemaakte provincies terug te krijgen en het keizerlijk bestuur erin te herstellen. Voor het jaar 420 is er bewijs van het bestaan van een gouverneur voor Hispania en beschikte het weer over een eigen veldleger.  Desalniettemin was de vrede van korte duur, de Vandaalse koning Gunderik achtte al binnen twee jaar na de oorlog zijn militaire kracht sterk genoeg om zijn territorium uit te breiden ten koste van de Sueven. In 421 verliet zijn leger het bergachtige Gallicië en trok naar het zuiden, waar zij Baetica veroverden en het Romeinse veldleger versloegen.